# 堀内博之
堀内 博之（ほりうち ひろゆき、1962年12月21日 - ）は、日本のアニメーター、キャラクターデザイナー。青森県出身。
1981年にスタジオぽっけに入社した後、1987年に同スタジオの解散を経てAICに入社するが翌1988年には退社し、フリーランスとなる。　

## 主な参加作品

### テレビアニメ
- 新・鉄腕アトム（1980年 - 1981年）動画
- 忍者ハットリくん（1981年 - 1987年）原画
- サイボットロボッチ（1982年 - 1983年）原画
- 亜空大作戦スラングル（1983年 - 1984年）原画
- スプーンおばさん（1983年）動画、原画
- 新・オバケのQ太郎（1985年 - 1987年）原画
- ジャングル大帝（1989年 - 1990年）原画
- ルパン三世 ルパン暗殺指令（1993年）作画監督
- 天地無用!（1995年）キャラクターデザイン
- 名探偵コナン（1996年 - ）デザインワークス、テクニカルアドバイザー、作画監督、原画、OP・ED原画
- センチメンタルジャーニー（1998年）キャラクター原案（丞久幸宏名義）
- 地球少女アルジュナ（2001年）作画
- ギャラクシーエンジェル（2001年）ED原画
- LAST EXILE（2003年）作画監督
- モンキーターン（2004年）作画監督
- お伽草子（2004年）作画監督
- 攻殻機動隊 S.A.C. 2nd GIG（2004年 - 2005年）原画
- しにがみのバラッド。（2006年）キャラクターデザイン、総作画監督、作画監督
- 家庭教師ヒットマンREBORN!（2006年）原画、作画監督
- D.Gray-man（2006年 - 2008年）原画
- 吉宗（2006年）キャラクターデザイン、総作画監督
- REIDEEN（2007年）原画
- 神曲奏界ポリフォニカ（2007年）キャラクターデザイン[1]、作画監督
- 精霊の守り人（2007年）原画
- DARKER THAN BLACK -黒の契約者-（2007年）原画
- 神霊狩/GHOST HOUND（2007年）OP原画
- 灼眼のシャナII（2007年 - 2008年）原画
- true tears（2008年）原画
- ポルフィの長い旅（2008年）作画監督、総作画監督補
- 図書館戦争（2008年）原画
- 薬師寺涼子の怪奇事件簿（2008年）原画
- ゼロの使い魔〜三美姫の輪舞〜（2008年）原画、総作画監督
- WHITE ALBUM（2009年）プロップデザイン
- 鋼の錬金術師 FULLMETAL ALCHEMIST（2009年）OP原画
- 東のエデン（2009年）原画
- グイン・サーガ（2009年）原画
- CANAAN（2009年）作画監督、OP原画
- FAIRY TAIL（2009年）原画
- 戦う司書 The Book of Bantorra（2009年 - 2010年）作画監督・原画・エンドカードイラスト
- さらい屋 五葉（2010年）作画監督
- 戦国BASARA弐（2010年）レイアウト作画監督・OP原画
- ストライクウィッチーズ2（2010年）原画
- マケン姫っ!（2011年）原画、OP原画
- しろくまカフェ（2012年）原画
- LUPIN the Third -峰不二子という女-（2012年）原画
- TARI TARI（2012年）原画
- 僕は友達が少ないNEXT（2013年）ED原画
- 革命機ヴァルヴレイヴ（2013年）キャラクター作画監督・作画監督協力・原画
- 弱虫ペダル（2013年）メインアニメーター・作画監督・アクション作画監督・原画・OPED原画
- サムライフラメンコ（2013年）原画
- 魔法戦争（2014年）プロップデザイン
- 名探偵コナン 江戸川コナン失踪事件 〜史上最悪の2日間〜（2014年）原画
- 弱虫ペダル GRANDE ROAD（2014年）メインアニメーター
- ガンスリンガー ストラトス（2015年）作画監督
- 幼女戦記（2017年）キーアニメーター
- 弱虫ペダル NEW GENERATION（2017年）ライドデザイン
- citrus（2018年）原画
- カードキャプターさくら クリアカード編（2018年）作画監督
- 弱虫ペダル GLORY LINE（2018年）メインアニメーター
- Dr.STONE（2019年）メインアニメーター、アクション作画監修
- 弱虫ペダル LIMIT BREAK（2022年）ライドデザイン
- Dr.STONE 龍水（2022年）メインアニメーター
- BLEACH 千年血戦篇-相剋譚-（2024年）アクション・エフェクト作画監督[2]

### 劇場アニメ
- 風の谷のナウシカ（1984年）動画
- はだしのゲン2（1986年）動画
- 火垂るの墓（1988年）動画
- AKIRA（1988年）原画
- キキとララの青い鳥（1989年）原画
- 老人Z（1991年）原画
- 獣兵衛忍風帖（1993年）原画
- ルパン三世 くたばれ!ノストラダムス（1995年）原画
- ルパン三世 DEAD OR ALIVE（1996年）原画
- 劇場版 天地無用! in LOVE（1996年）キャラクターデザイン、総作画監督
- 名探偵コナンシリーズ
  - 名探偵コナン 14番目の標的（1998年）原画
  - 名探偵コナン 瞳の中の暗殺者（2000年）レイアウト、原画
  - 名探偵コナン 天国へのカウントダウン（2001年）原画
  - 名探偵コナン ベイカー街の亡霊（2002年）デザインワークス
  - 名探偵コナン 紺碧の棺（2007年）作画監督補、レイアウトチェッカー
  - 名探偵コナン 戦慄の楽譜（2008年）作画監督補、レイアウトチェッカー、原画
  - 名探偵コナン 漆黒の追跡者（2009年）メカデザイン、作画監督補、レイアウトチェッカー
  - 名探偵コナン 天空の難破船（2010年）作画監督
  - 名探偵コナン 沈黙の15分（2011年）作画監督
  - 名探偵コナン 11人目のストライカー（2012年）作画監督
  - 名探偵コナン 絶海の探偵（2013年）エフェクト作画監督
  - 名探偵コナン 異次元の狙撃手（2014年）作画監督
  - 名探偵コナン 業火の向日葵（2015年）作画監督
  - 名探偵コナン 純黒の悪夢（2016年）作画監督
  - 名探偵コナン から紅の恋歌（2017年）作画監督
  - 名探偵コナン ゼロの執行人（2018年）作画監督
  - 名探偵コナン 紺青の拳（2019年）アクション作画監督
  - 名探偵コナン 緋色の弾丸（2021年）原画
  - 名探偵コナン ハロウィンの花嫁（2022年）原画
  - 名探偵コナン 黒鉄の魚影（2023年）原画
- 劇場版カードキャプターさくら 封印されたカード（2000年）作画監督
- 人狼 JIN-ROH（2000年）原画
- ああっ女神さまっ（2000年）原画
- 千年女優（2002年）原画
- イノセンス（2004年）原画
- スチームボーイ（2004年）作画監督補、原画
- 劇場版 NARUTO -ナルト- 大活劇!雪姫忍法帖だってばよ!!（2004年）原画
- 劇場版 NARUTO -ナルト- 大激突!幻の地底遺跡だってばよ（2005年）原画
- ブレイブ ストーリー（2006年）原画
- 鉄コン筋クリート（2006年）原画
- 劇場版 NARUTO -ナルト- 疾風伝（2007年）作画監督
- 劇場版 NARUTO -ナルト- 疾風伝 絆（2008年）作画監督・原画
- 劇場版BLEACH Fade to Black 君の名を呼ぶ（2008年）原画
- 劇場版 NARUTO -ナルト- 疾風伝 火の意志を継ぐ者（2009年）総作画監督
- レイトン教授と永遠の歌姫（2009年）デザインワークス・作画監督・原画
- 劇場版 NARUTO -ナルト- 疾風伝 ザ・ロストタワー（2010年）総作画監督
- いばらの王 -King of Thorn-（2010年）作画監督・原画
- 劇場版 戦国BASARA -The Last Party-（2011年）原画
- 劇場版 NARUTO -ナルト- ブラッド・プリズン（2011年）総作画監督・作画監督
- 劇場版 テニスの王子様 英国式庭球城決戦!（2011年）原画
- ストライクウィッチーズ 劇場版（2012年）原画
- ROAD TO NINJA -NARUTO THE MOVIE-（2012年）作画監督
- デス・ビリヤード（2013年）原画
- SHORT PEACE（2013年）
  - 「九十九」原画
  - 「武器よさらば」作画監督
- ルパン三世VS名探偵コナン THE MOVIE（2013年）原画
- ポケモン・ザ・ムービーXY 光輪の超魔神 フーパ（2015年）原画
- ポケモン・ザ・ムービーXY&Z ボルケニオンと機巧のマギアナ（2016年）原画
- 映画 スター☆トゥインクルプリキュア 星のうたに想いをこめて（2019年）原画
- ぼくらの7日間戦争（2019年）原画
- 映画ドラえもん のび太の新恐竜（2020年）原画
- 劇場版ポケットモンスター ココ（2020年）原画
- クレヨンしんちゃん 謎メキ!花の天カス学園（2021年）原画
- 窓ぎわのトットちゃん（2023年）原画

### OVA
- デビルマン 誕生編（1987年）動画
- エクスプローラーウーマン・レイ（1989年）作画監督
- THE八犬伝（1990年 - 1991年）作画監督、作画監督補、原画
- 天地無用! 魎皇鬼（第一期）（1992年 - 1993年）作画監督、作画監督協力
- KEY THE METAL IDOL（1996年）原画
- フォトン（1997年）原画
- 太陽の船 ソルビアンカ（1999年）原画
- 私立荒磯高等学校生徒会執行部（2002年）キャラクターデザイン、作画監督
- 天地無用! 魎皇鬼（第三期）（2003年 - 2005年）OP作画監督、原画
- HUNTER×HUNTER G・I Final（2004年）総作監
- FREEDOM（2006年）作画監督
- 聖闘士星矢 THE LOST CANVAS 冥王神話（2009年）エンディングアニメーション 原画
- 機動戦士ガンダムUC（2011年）作画監督・原画
- コイ☆セント（2011年）原画
- ボトムズファインダー（2011年）エフェクト作画監督、原画
- 幽☆遊☆白書（2018年）原画

### Webアニメ
- 亡念のザムド（2008年 - 2009年）原画、ED原画

### ゲーム
- センチメンタルグラフティ（1998年）キャラクターデザイン（丞久幸宏名義）[3]、総作画監督、原画、OP作画監督、OP原画
- スーチーパイアドベンチャー ドキドキナイトメア（1998年）アニメーション作画監督
- いますぐお兄ちゃんに妹だっていいたい!（2012年）OP原画
- 新・世界樹の迷宮2 ファフニールの騎士（2014年）キーアニメーション
- 閃の軌跡Ⅲ（2017年）OP原画